# تاريخ بابوا غينيا الجديدة
يمكن تتبع عصر ما قبل التاريخ في بابوا غينيا الجديدة إلى نحو 60,000 سنة، عندما هاجر الناس لأول مرة نحو القارة الأسترالية. بدأ التاريخ المكتوب عندما شاهد الملاحون الأوربيون جزيرة غينيا الجديدة لأول مرة في أوائل القرن السابع عشر.

## علم الآثار

مناطق أوقيانوسيا: أسترالاسيا وبولنيزيا وميكرونيسيا وميلانيزيا. تتألفأسترالاسيا من القارة الأسترالية (تشمل تاسمانيا) ونيوزيلندا وغينيا الجديدة.

تشير الأدلة الأثرية إلى أن البشر وصلوا إلى غينيا الجديدة ربما قبل 60,000 سنة، مع أن هذا الأمر ما يزال قيد النقاش، ويُرجح أنهم جاؤوا بحرًا من جنوب شرق آسيا في فترة العصر الجليدي عندما كان البحر أخفض والمسافة بين الجزر أقصر.
مع أن الوافدين الأوائل كانوا من الصيادين والجامعين، تشير الدلائل المبكرة إلى أن هؤلاء تمكنوا من التعامل مع بيئة الغابات لتوفير الغذاء، وهناك أيضًا مؤشرات على ممارسة البستنة في العصر الحجري الحديث في منطقة كوك (موقع أثري في بابوا غينيا الجديدة ويقع في وادي المرتفعات وعُثر فيه على أدلة أثرية لأنظمة الصرف الزراعي المبكر) بنفس الوقت الذي كانت فيه الزراعة تتطور في بلاد ما بين النهرين ومصر، ووصلت إليهم الأغذية الرئيسية الموجودة في وقتنا الحاضر -البطاطا الحلوة والخنازير- في وقت لاحق، لكن المحار والأسماك كانت عماد الغذاء الأساسي فترةً طويلةً لسكان المناطق الساحلية.
تشير البحوث الأثرية الحديثة إلى احتمال أن يكون الناس قبل 50,000 سنة قد سكنوا في المرتفعات التي يبلغ ارتفاعها أكثر من 2,000 متر (6,600 قدم)، ولم يقتصر وجودهم على المناطق الساحلية الأكثر دفئًا.

## الاتصال بأوروبا

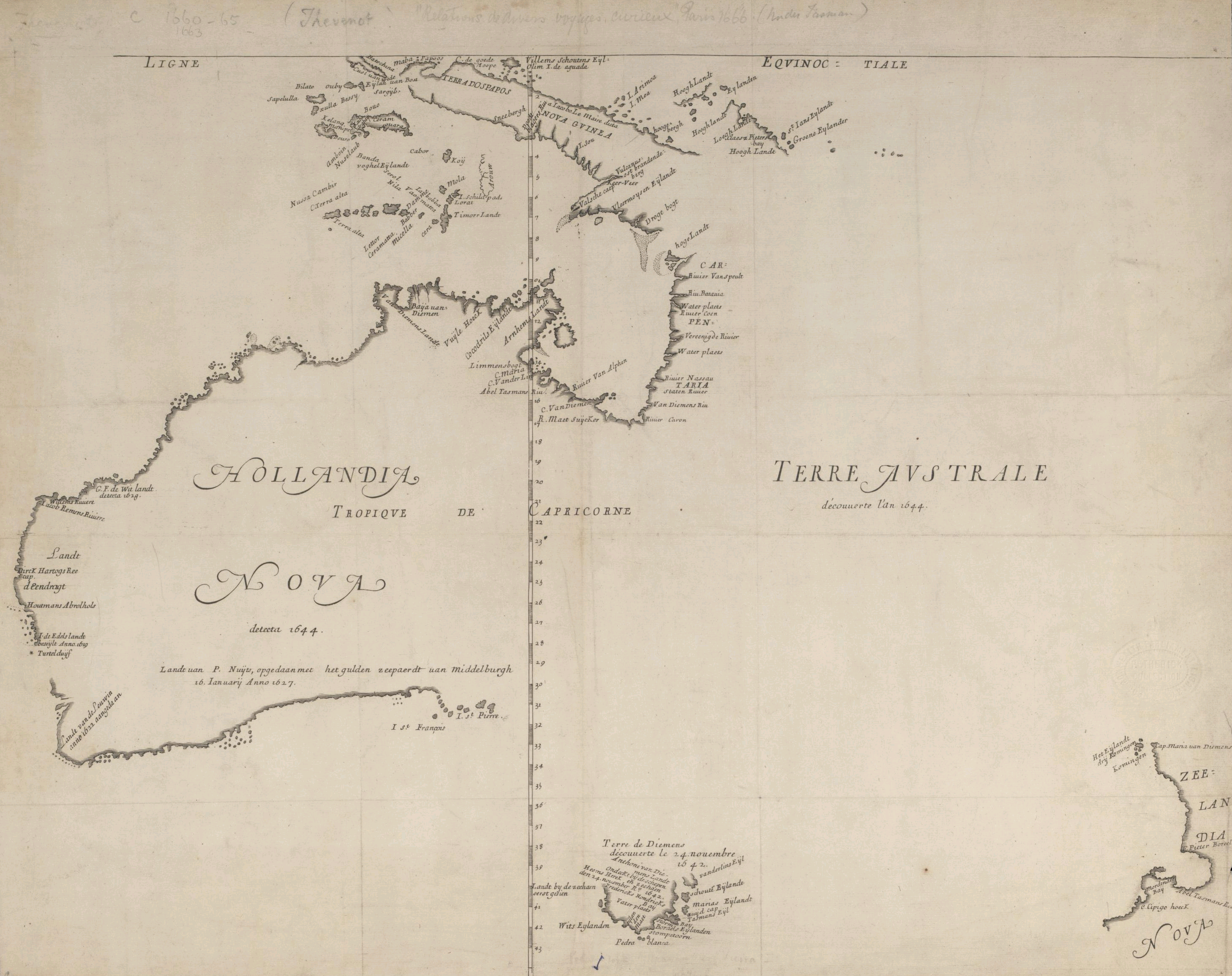
أحد الخرائط العديدة العائدة للعصر الذهبي لعلم الخرائط عند الهولنديين ويُلاحظ مدى التطابق الأقسام الممسوحة مع صور الأقمار الصناعية الحالية. تبين الخريطة أسترالاسيا خلال العصر الذهبي للكشوف الجغرافية الهولندية (الفترة من حوالي تسعينات القرن السادس عشر حتى عشرينات القرن الثامن عشر) ويظهر على الخريطة كلًا من غينيا الجديدة، وهولندا الجديدة (البر الرئيسي لأستراليا)، وأرض فان ديمن (تاسمانيا)، وزيلندا الجديدة (نيوزيلندا).

عندما وصل الأوروبيون لأول مرة، وجدوا نظامًا زراعيًا منتجًا لدى سكان غينيا والجزر المجاورة، الذين شملت تقنياتهم الأدوات المصنوعة من العظام والخشب والحجارة، وكانوا يتاجرون على امتداد الساحل (شملت بضائعهم بشكل أساسي الفخار والحُلي والمواد الغذائية) وفي المناطق الداخلية (يبادلون بالمنتجات الحرجية المحار وغيره من المنتجات البحرية).
ربما كان أول من عُرف من الزائرين الأوربيين لغينيا الجديدة الملاحون البرتغاليون والإسبان الذين كانوا يبحرون في جنوب المحيط الهادئ في أوائل القرن السادس عشر.
بين عامي 1526-1527، جاء المستكشف البرتغالي خورخي دي مينيزيس بالصدفة إلى الجزيرة الرئيسية، ونُسب إليه اسم «بابوا» نسبةً إلى نوعية الشعر المجعدة للشعب الميلانيزي. أطلق المستكشف الإسباني «اينيغو أورتيز دو ريتي» (Yñigo Ortiz de Retez) مصطلح «غينيا الجديدة» على الجزيرة في عام 1545 بسبب التشابه الملحوظ بين سكان هذه الجزر وسكان الجزر الموجودين على ساحل غينيا الأفريقية.
مع أن الملاحين الأوربيين زاروا الجزر واستكشفوا سواحلها بعد ذلك، لم يعرف المكتشفون الأوروبيون عن السكان سوى القليل حتى سبعينيات القرن التاسع عشر، وذلك عندما قام عالم الأنثروبولوجيا الروسي نيكولاس ميكلوهو ماكلاي بعدد من الرحلات الاستكشافية إلى غينيا الجديدة، وعاش عدة سنوات بين القبائل الأصلية،
ووصف طريقة حياتهم في أطروحة شاملة.

## إقليم بابوا

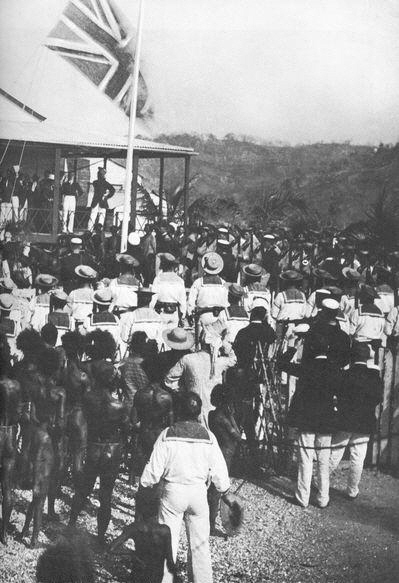
العلم البريطاني مرفوعًا في كوينزلاند عام 1883

في عام 1883، حاولت مستعمرة كوينزلاند ضم النصف الجنوبي من شرق غينيا الجديدة، لكن الحكومة البريطانية لم توافق. ومع ذلك، عندما بدأت ألمانيا ببناء المستوطنات في الشمال، أُعلن عن محمية بريطانية على الساحل الجنوبي لغينيا الجديدة والجزر المجاورة لها في عام 1884.
ضمت بريطانيا المحمية التي سُميت (غينيا الجديدة البريطانية) بالكامل في 4 سبتمبر  1888، ووُضعت ضمن سلطة الكومونلث الأسترالية في عام 1902، وبعد إقرار قانون بابوا في عام 1905 أصبحت «غينيا الجديدة» تسمى «إقليم بابوا»، وبدأت الإدارة الأسترالية في عام 1906، وبقيت بابوا تحت سيطرتها بصفتها محمية بريطانية إلى أن تحقق استقلال بابوا غينيا الجديدة في عام 1975.
كان النشاط الاقتصادي ضعيفًا في بابوا. أدارته أستراليا بشكل مستقل بموجب قانون بابوا حتى غزته إمبراطورية اليابان في عام 1941، وعلقت الإدارة المدنية.
حكمت إدارة الجيش الأسترالي بابوا من مدينة بورت مورسبي في أثناء حرب المحيط الهادئ، حيث اتخذها الجنرال دوغلاس ماكارثر مقرًا لقيادته من حين لآخر.

## غينيا الجديدة الألمانية

علم غينيا الجديدة خلال فترة الحكم الألماني.

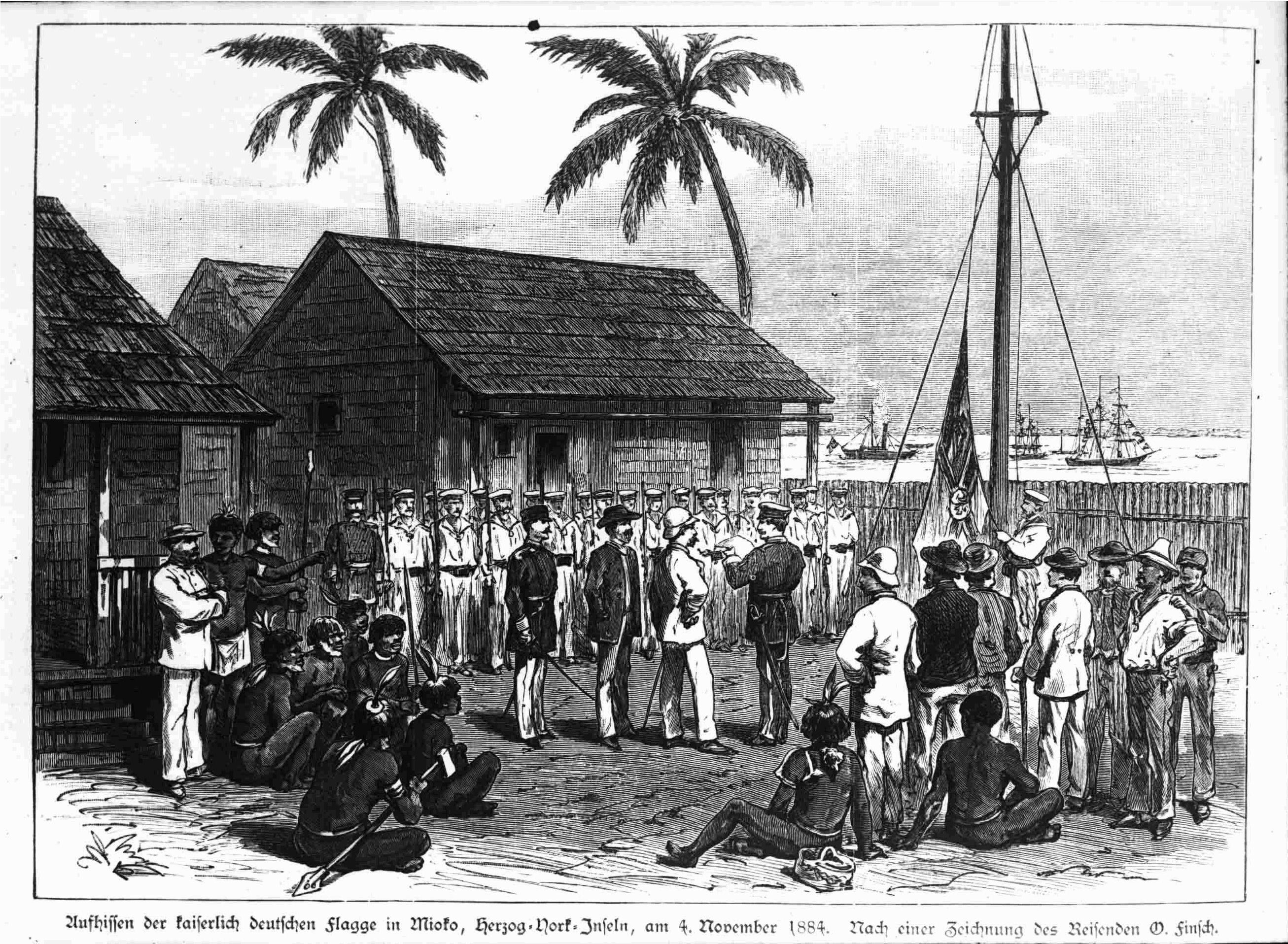
رفع العلم الألماني في ميوكو عام 1884

مع تزايد الرغبة الأوروبية في زيت جوز الهند، بدأت شركة كودفروي (مقرها هومبورغ، أكبر شركة تجارية في المحيط الهادئ) بالتجارة في جزر غينيا الجديدة من أجل جوز الهند.
في عام 1884، استولت الإمبراطورية الألمانية رسميًا على الربع الشمالي الشرقي من الجزيرة وجعلت إدارتها تحت تصرف شركة تجارية مرخصة تأسست لهذا الغرض وأُطلق عليها اسم «شركة غينيا الجديدة الألمانية».
في الميثاق الذي منحته حكومة الإمبراطورية الألمانية لهذه الشركة في مايو عام 1885، أُعطيت الشركة سلطة ممارسة حقوق السيادة على الإقليم والأراضي الأخرى «غير المستثمرة» باسم الحكومة والقدرة على «التفاوض» مباشرةً مع السكان الأصليين. وحافظت على العلاقات مع القوى الأجنبية لضمان استمرار الحكومة الألمانية. دفعت شركة غينيا الجديدة (نيو غينيا كومباني) تكاليف المؤسسات الحكومية المحلية مباشرة مقابل الامتيازات التي مُنحت لها.
في عام 1899 تولت الحكومة الألمانية السيطرة المباشرة على الأراضي التي عُرفت فيما بعد باسم غينيا الجديدة الألمانية.
كانت غينيا الجديدة في الأساس مشروعًا تجاريًا، ووظفت آلاف العمال المحليين فشكلوا عمالةً رخيصة في مزارع الكاكاو ولب جوز الهند. في عام 1899 سيطرت الحكومة الألمانية على المستعمرة من شركة غينيا الجديدة في برلين. كان التعليم يخضع للمبشرين. استولت أستراليا على المستعمرة الألمانية عندما اندلعت الحرب العالمية الأولى في عام 1914، وأعطت المزارع للمحاربين الأستراليين القدامى. وفي عام 1921 أعطت عصبة الأمم المتحدة لأستراليا وصاية على غينيا الجديدة، وازدهرت البلاد بسبب العمل في المزارع وتعدين الذهب.

## إقليم غينيا الجديدة
تولى كومنولث أستراليا الولاية من عصبة الأمم لحكم الأراضي الألمانية السابقة في غينيا الجديدة عام 1920. وقد أُديرت هذه الأراضي تحت هذه الولاية إلى أن أدى الغزو الياباني في ديسمبر 1941 إلى تعليق الإدارة المدنية الأسترالية.
احتلت القوات اليابانية جزءًا كبيرًا من أراضي غينيا الجديدة (بما في ذلك جزيرتي بوغاينفيل ونيو بريتين) قبل أن تستعيدها القوات الأسترالية والأمريكية في الأشهر الأخيرة قبل الحرب (حرب القوات اليابانية ضد القوات الأسترالية والأمريكية 1942-1945 وانتهت باستسلام اليابان وسيطرة القوات الأمريكية والأسترالية على أراضي بابوا غينيا الجديدة).

## استكشاف إقليم غينيا الجديدة المنتدب

### حملة أكمانا الاستكشافية 1929-1930
كان استكشاف بابوا غينيا الجديدة عملية مستمرة. وحتى أكتوبر 2017 بقي الاتصال قائمًا بين الحين والآخر مع مجموعات جديدة من الناس. لم يُخطط لاستكشاف غينيا الجديدة إلا في السنوات الأخيرة؛ وكان أغلب هذا الاكتشاف عن طريق عمل عمال المناجم والمجندين والمبشرين والمغامرين، مع وضع أهداف مختلفة بعين الاعتبار، وأغلب هؤلاء الناس كانوا قادمين لأداء عملهم فحسب؛ ولم يسجلوا الحقائق، ما أدى إلى أن تكون معرفتنا باستكشاف الإقليم لا تواكب عملية الاستكشاف نفسها.
يعتبر سجل الحزب الميداني لشركة أكمانا للتنقيب عن الذهب استثناءً، إذ قامت الشركة ببعثتين من سبتمبر إلى ديسمبر 1929 ومن منتصف فبراير إلى نهاية يونيو 1930، مسافرين على متن «بانياندا» وهي سفينة يبلغ طولها 12 مترًا (38 قدم) من مادانغ (بلدة تقع في الساحل الشمالي لبوبوا غينيا الجديدة) حتى مصب نهر سيبيك (أطول مجرى مائي في غينا الجديدة)، على طول هذا النهر إلى مارينبرغ (بلدة ألمانية) ومويم، ثم على طول نهر كاروساميري إلى نهر كاروادي ومن نهر أرابونديو وإلى نهر الييماس، وبعد ذلك كان عليهم أن ينقلوا معداتهم ومخازنهم بواسطة القوارب والزوارق وفي النهاية سيرًا على الأقدام ليصلوا إلى قاعدتهم الجبلية على أعلى نهر أرابونديو.

## وصلات خارجية
- معلومات عامة - بابوا غينيا الجديدة
- تاريخ بابوا غينيا الجديدة 1885-1975